# Megachoriolaus spiniferus
Megachoriolaus spiniferus är en skalbaggsart som först beskrevs av Linsley 1961. Megachoriolaus spiniferus ingår i släktet Megachoriolaus och familjen långhorningar.
Artens utbredningsområde är:
- Honduras.
- Panama.

Inga underarter finns listade i Catalogue of Life.